# شقران أحادي اللون
بوشيني أحادي اللون (الاسم العلمي: Puccinia unicolor) هو نوع من الفطريات يتبع جنس البوشيني من فصيلة البوشينية.